# 印度暴徒
《印度暴徒》（英語：Thugs of Hindostan）是2018年印度动作冒险片，由维贾伊·克里希纳·阿查里亚执导、编剧，雅什－拉吉影片公司的阿迪提亞·曹帕拉担任制片人，阿米塔布·巴沙坎、阿米尔·汗、卡特丽娜·卡芙和法蒂瑪·薩納·謝赫主演。故事发生在1795年，一群由库达巴克什·阿扎德率领图基教暴徒将印度斯坦（印度次大陆）从不列颠东印度公司日益扩张的统治中解放出来。英国指挥官约翰·克莱夫非常吃惊，从阿瓦德招来貌不惊人的流氓菲兰吉·马拉，派他渗透到暴徒组织中应对威胁。
凭借着₹210克若（约合2900万美元）的制片预算，影片成为印度影史上成本花费最高的影片。影片最初名为《Thug》，是巴沙坎和汗首次联袂主演，也是汗、阿查里亚和卡芙在2013年的《幻影车神：魔盗激情》后的再度联手。主体摄影于2017年6月5日在马耳他启动，随后剧组移师泰国和梅兰加尔城堡。巴沙坎在片场受伤后，摄制暂时中止。影片于2018年3月在拉贾斯坦邦杀青。
影片在2018年11月8日上映时，适逢排灯节假期。影片口碑较差，影评人赞扬沙巴坎和汗的演技，批评阿查里亚的导演和剧本。影片在印度上映首周末位列票房榜第四位，创下该国印地语电影首日票房和首两日票房的最高纪录后，于次周出现大幅度回落。截至2018年11月26日，影片全球票房₹262.80克若（4022万美元），卫星、数字和音乐版权营收达₹170克若（2611万美元）。

## 剧情
1795年，印度次大陆，印度斯坦国王米尔扎·西坎德·拜格被约翰·克莱夫杀害。随后，王国的臣民们遭遇大屠杀，英殖民者入侵了这片土地。屠戮中仅有幸存者，是公主扎菲拉·拜格和大将库达巴克什。库达巴克什击败溃退的敌军后，将扎菲拉收养为女儿，教她打仗。
多年后，改名为扎哈玆的库达巴克什率领擅长海战印度流氓军图基教和东印度公司展开正面交锋。当时的东印度公司管辖着印度的大部分疆土。约翰·克里夫非常吃惊，他派遣手下干将应对图基教挑起的威胁。
菲兰吉·马拉是一位游手好闲、其貌不扬的惯偷，日常靠盗窃贵重食品维生。英国人找到他，让他接受挑战。他去找扎哈玆，乞求对方收留他。扎哈玆答应了他，菲兰吉得以成为东印度公司的线人。之后，他得到舞娘舒蕾亚的抚慰，定下要成为英国人的目标，所以他在很多场合中都打扮成英国人。希望纠正菲兰吉任性秉性的扎哈玆开始怀疑他的动机不纯。最后，扎哈玆知道真相，找来菲兰吉决斗。菲兰吉在决斗中获胜，扎哈玆表示希望能改变他。
在和英国人于废弃港口决战中，扎哈玆和扎菲拉联手对抗英国人时，发生自己寡不敌众。菲兰吉带着手下出现，扭转了占据，成功帮助扎菲拉击败克里夫，伸张了正义。扎哈玆仰望天空，看到贫瘠的土地结出累累硕果，预示着菲兰吉成为了伟大的人物。

## 阵容
- 阿米塔布·巴沙坎 饰 库达巴克什·阿扎德（Khudabaksh Azaad）
- 阿米爾·罕 饰 菲兰吉·马拉（Firangi Mallah）
- 卡特丽娜·卡芙 饰 舒蕾亚（Suraiyya）
- 法蒂瑪·薩納·謝赫 饰 扎菲拉·拜格（Zafira Baig）
- 穆罕默德·齊尚·阿尤布（英语：Mohammed Zeeshan Ayyub）[9] 饰 Shanichar
- 勞埃德·歐文 饰 约翰·克里夫（John Clive）
- 羅尼特·羅伊（英语：Ronit Roy）[10] 饰 米尔扎·西坎德·拜格（Mirza Sikander Baig）
- 萨蒂亚德夫·坎查拉纳（英语：Satyadev Kancharana）[10] 饰 纳卡布（Naqaab）
- Abdul Quadir Amin 饰 Azhar Ali[11]

## 制作

### 前期
2016年9月，雅什－拉吉影片公司宣布下一步作品题为《印度暴徒》，由阿米尔·汗和阿米塔布·巴沙坎联袂主演，不过女主角人选尚未确定。影片原名《Thug》，计划在2018年排灯节上映。主角人选李提克·羅森最初提出剧情修改意见，得到阿迪提亚·乔普拉的同意。与此同时，阿查里亚拿着剧本找阿米尔·汗，汗没有提出修改，直接同意拍戏。后来，但在2016年11月，汗提出重写剧本，尤其是女主角的性格，这使得计划搁置。趁着这个空当，汗为电影蓄起了长发和胡须。
到2017年2月，汗为他在片中的形象做足了准备。也是在那个月，施拉達·卡普爾参加试镜，试穿了戏服。3月，有传闻指汗提议让法蒂玛·萨纳·谢赫加盟影片。谢赫否认了这个消息，但也表示自己渴望加盟项目。5月，谢赫确认出演，还公布了试镜装扮。她取代了卡普尔的角色。同时，雅什－拉吉影片公司网站确认卡芙会出演。汗、巴沙坎和阿查里亚于5月开会讨论剧本修改。最初报道指影片改编自菲利普·米德斯·泰勒1839年小说《暴徒的自白》，但经过完全的修改，影片转为讲述改编自历史事件的虚构故事。阿查里亚认为，外界之所以误解，是因为两部作品都出现了“暴徒”一词。此外，也有传闻指影片改编自《加勒比海盗》及《夺宝奇兵》系列，是带有动作冒险元素的作品，但汗否认这一点。
影片是继2013年的《幻影车神：魔盗激情》后，汗再度联手阿查里亚和卡特莉娜·卡芙，也是汗和巴沙坎首次联袂主演的作品。按原计划，巴沙坎和汗理应在上世纪90年代末出演英德拉·库马尔执导作品《Rishta》，由于计划搁置，两人的合作无疾而终。除了罗森，杰基·史洛夫、艾莉雅·巴特和荻皮卡·帕都恭都推掉了角色。为了角色，汗的耳朵和鼻子要永远打洞。
在制作影片时，阿查里亚希望对历史改编剧情片进行改造，从而打造出他所想要的“有一段情节不太高贵的不敬电影”。考虑到将观众带到影院有困难，他把影片把造成视觉“奇观”。汗表示，他的角色是“不能被完全信任的人，（所以这和）《摔跤吧！爸爸》的角色非常的不一样，他是个很见风使舵的人。他完全没有顾忌，为了钱连母亲都可以卖。他喜欢钱。”卡芙表示，她在片中的动作戏份不像《猛虎已觉醒》那样多。巴沙坎继1988年电影《义警神威》后第二度为拍戏穿上铠甲。此外，他还要穿帕里头巾。巴沙坎的大部分动作戏在雨中拍摄。

### 摄制

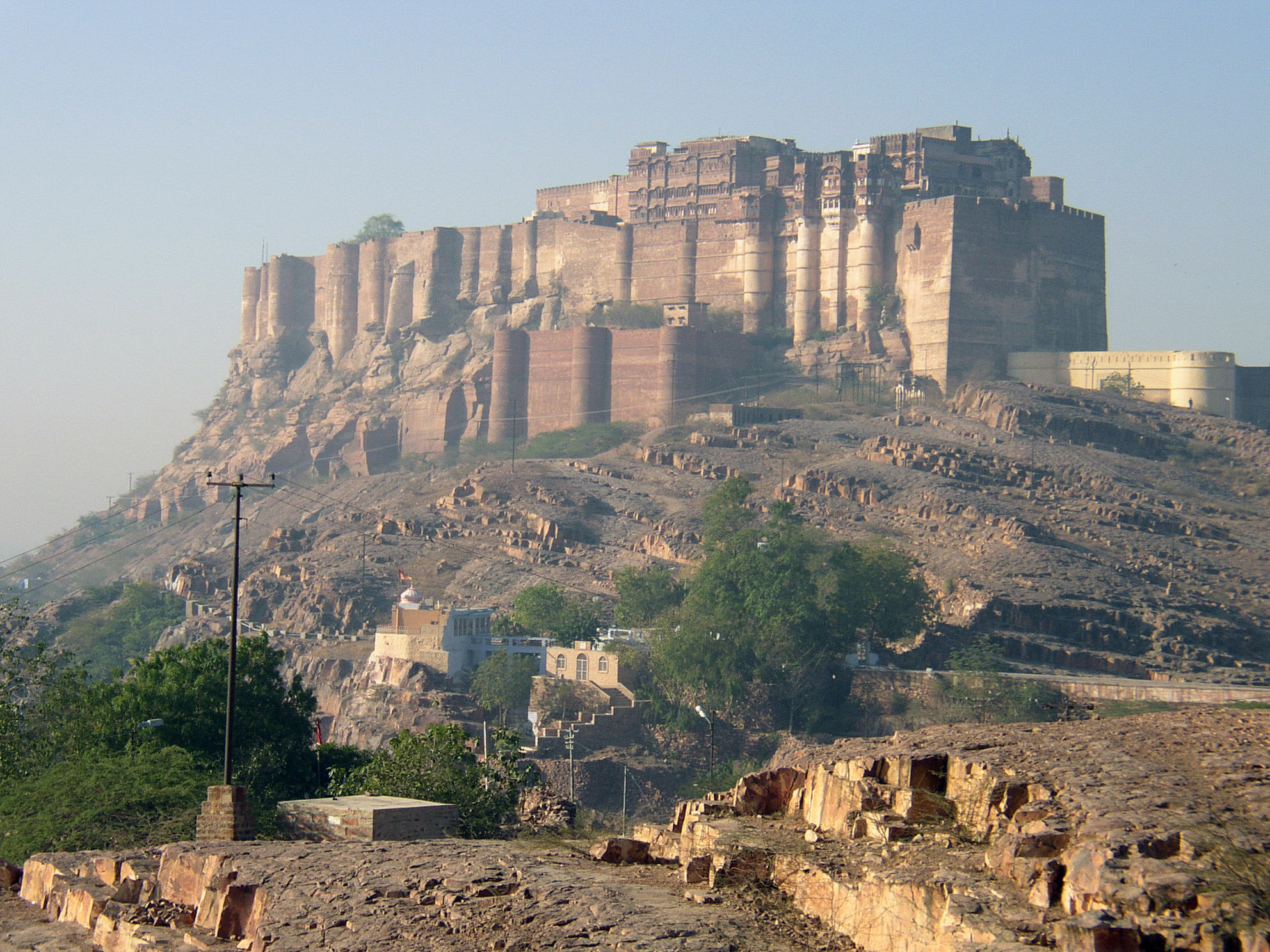
大部分戏份在拉贾斯坦邦的梅兰加尔城堡拍摄。

影片制片预算约为30亿卢比（4200万美元），是宝莱坞有史以来制片成本最高的电影。最初计划的预算为9亿卢比，但拍戏时超支了。影片于2017年6月5日在马耳他开机。片中的两艘舰船在马耳他组装，由1000位工人共同完成，每艘重达20万公斤。为防止片场遭泄露，现场有重兵把守。到2017年6月28日，巴沙坎率先完成他在马耳他的戏份。7月中旬，汗离开片场休息，到意大利度假。
查普拉不是很满意在马耳他拍摄的动作戏，这些戏之后在雅什－拉吉影片公司的片场重拍。据报道，汗忙于影片的拍摄，没时间宣传他的电影《神秘巨星》，直到10月份他才抽空去宣传。8月，沙巴坎在拍戏时肋骨骨折，由于时间紧凑，拍摄要继续。沙巴坎和其他人出镜的歌舞戏份由查拉布·迪法编舞。没有拍戏时，剧组成员都戴着口罩，避免着凉感冒。9月，《印度电影观众》拍到正在拍戏的汗，曝光了他的造型。汗焦躁不安，加强了片场的保安。同月，沙巴坎的造型也在网上遭泄露。汗表示“这不应该发生”，阻止往后的造型泄露计划。
2017年12月6日，泰国的戏份开拍，12月26日杀青。部分场景在焦特布尔梅兰加尔城堡拍摄。沙巴坎在片场状态欠佳后，一队医生在焦特布尔照顾他。他的妻子贾雅·巴克罕表示，沉重的戏服挫伤了他的后背和脖子。在上世纪70、80年代拍戏时，他曾因特技戏受伤，这次的特技加重了他的伤势。沙巴坎表示他暂无大碍，但伤势需要时间恢复，影片的拍摄暂时中断。他于2018年3月13日返回片场。同年3月底，影片高潮戏在拉贾斯坦邦焦特布尔拍摄。

## 音乐
电影配乐由约翰·斯图尔特·恩杜尔（John Stewart Eduri）作曲，插曲由Ajay−Atul作曲、阿米塔布·巴塔查亚作词。尚卡尔-伊桑-罗伊三人组原本要编写配乐，但没赶在电影重拍后的截止日期写出作品，因此歌曲要重写。《印度时报》的拉希特·古普塔（Rachit Gupta）认为配乐是电影令人失望的部分：“歌曲没有燃起你对一部阿米尔·汗、卡特丽娜·卡芙和阿米塔布·巴沙坎主演电影的期望。”
| 曲目列表 | 曲目列表        | 曲目列表                                | 曲目列表 |
| 曲序     | 曲目            | 歌手                                    | 时长     |
| -------- | --------------- | --------------------------------------- | -------- |
| 1.       | Vashmalle       | 蘇溫德·辛格、威萨尔·达兰尼              | 4:36     |
| 2.       | Suraiyya        | 威萨尔·达兰尼、舒蕾亞·戈沙爾            | 4:20     |
| 3.       | Manzoor-e-Khuda | 舒蕾亞·戈沙爾、桑妮蒂·喬寒、蘇溫德·辛格 | 5:05     |
| 4.       | Lori            | 阿米塔布·巴沙坎                         | 1:35     |
| 总时长： | 总时长：        | 总时长：                                | 15:36    |

## 发行
影片有印地语、泰米尔语和泰卢固语三个版本，以IMAX和4DX格式发行。最初影片在全球共7000块荧幕上映，其中印度5000块，海外2000块，是发行规模最大的印地语电影。
在巴基斯坦，影片无删减，在120块屏幕上映，成为在该国发行规模最大的电影。影片由IMGC发行，Geo Films担任媒体合作伙伴。

### 营销
2018年9月17日，雅吉 - 拉什影片公司在YouTube公布了影片的官方标志和幕间旁白。翌日，巴沙坎饰演的暴徒首领库达巴克什的动态海报。这是影片角色宣传海报攻势下首个公开的角色。9月19日，第二个公开的角色是谢赫饰演的弓箭手扎菲拉。由欧文扮演的英国指挥官约翰·克里夫于9月20日公布。卡芙扮演的舞者于9月21日公布。三天后，由汗饰演的相貌古怪、骑着毛驴的暴徒公布。
9月26日，汗和巴沙坎公布宣传视频。片中他们说着泰卢固语和塔米尔语，呼吁当地的观众去看电影。9月27日是雅什 - 拉吉电影公司创办人雅什·曹帕拉诞辰86周年，当天影片预告片在YouTube公布。预告片发布仪式在位于孟买万达拉的全印最大IMAX影院嘉年华电影院举行，一种主创也出现在现场。预告片首日在YouTube获得3000万点击量，跨数字社交媒体平台播放量达3200万次。泰米尔语剪辑版由卡茂尔·哈桑制作，泰卢固语版由S·S·拉杰摩利制作。影片定于2018年11月8日排灯节上映。
10月8日，记录电影舰船在马耳他制造全过程的五分钟制作花絮《第一章：制造舰船》（"Chapter 1: Building the Ships"），在YouTube公布。翌日，讲述影片在舰船上拍摄的过程的视频《第二章：在舰船上拍戏》（"Chapter 2: Shooting on the Ships"）公布。10月10日，《第三章：毁掉舰船》（"Chapter 3: Destroying the Ship"）公布，当中舰船在一次过镜头中被烧毁。10月13日，第二款静态海报发布。10月15日，由查拉布·迪法执导、汗和巴沙坎领舞的歌舞片段《Vashmalle》公布剧照。阿查里亚透露歌曲是汗和巴沙坎的角色喝醉酒时跳的。
10月17日，YRF发布《Vashmalle》的一分钟片段。10月19日，第四段幕后花絮《第四章：动作戏训练》（"Chapter 4: Training For Action"）公布，透露了主创为他们的角色做出的准备。10月23日，全场四分钟的《Vashmalle》歌词视频公布。翌日，歌舞片段《Suraiyya》剧照公布，晚些时候歌曲预告片公布。10月25日，《Suraiyya》幕后视频公布，记述了片段的概念和排练过程。10月29日，YRF发布服装制作视频，透露了角色服装的概念艺术和设计元素。
10月30日到11月2日，公司连发多条宣传视频，包括14分钟的歌曲试听视频、歌舞片段《Manzoor-e-Khuda》制作花絮、揭秘暴徒帮穴居场景的《暴徒在泰国》（"Thugs in Thailand"）和汗与巴沙坎相互评价两个首次合作的视频《两位传奇》（"The Two Legends"）。11月1日，公司与Google合作，将Google地图印度服务的地图导航图标改成片中角色菲兰吉，菲兰吉时不时会朗诵片中台词。11月3日，YRF公布两段视频，一段是记录剧组在焦特布尔的梅赫兰堡拍摄情况的《暴徒在拉贾斯坦》（"Thugs in Rajastan"），另一段是歌曲《Manzoor-e-Khuda》的完整歌词。
到11月6日，YouTube又有三段视频，包括库达巴克什和菲兰吉的介绍视频、演员和主创探讨两个角色的开发和美学，以及巴沙坎在片中演唱的摇篮曲《Lori》。2018年11月16日，印地语预告片在YouTube的播放量超过1亿，这是该网站历史上首支播放量超过1亿的印度电影预告片。

### 中国
2018年4月，制作方宣布影片计划在中国上映。当时，汗之前的作品《三傻大闹宝莱坞》（2009年）、《我的个神啊》（2014）、《摔跤吧！爸爸》（2016）和《神秘巨星》（2017）都在中国大获成功。中方发行商不打算与印度同日上映电影。中方审查耗时约两个月，之后汗计划在2019年1月上映电影。中方发行公司E星影业取得了院线发行权，他们保证最低票房2000万美元（₹145克若）。
由于印度的口碑惨淡，中国版据报会有大幅度删减。中国版的片长更短，和印度版相比汗、巴沙坎和谢赫三位主角的出场视频更为平衡，加入了印度版没有的汗镜头，剪短了巴沙坎和谢赫的镜头。这些更改一定程度是利用汗在中国的知名度，回应中国观众期待，减少了电影在印度不受欢迎的元素。影片定于2018年12月28日上映，片长120分钟，比164分钟的印度少了44分钟。预计10000家影院的56000块屏幕将放映本片，其中47000块为3D屏幕，这是海外电影在中国规模最大的发行。
2018年12月，阿米尔·汗在中国宣传影片。他受邀前往海南岛国际电影节，与香港动作电影巨星成龙、土耳其电影导演努里·比格·錫蘭和好莱坞影星约翰尼·德普及麦斯·米科尔森共同亮相。汗还为电影《我不是药神》颁发电影节最高奖项。2018年12月17日在广东财经大学的宣传活动据报有约350名影迷到场，但由于主办方没有告知校方活动的事宜，粉丝们之后要到学校附近的四季酒店见面。12月18日，他在西安电子科技大学宣传影片。

### 家用媒体
影片卫星、数字和音乐版权营收达₹170克若（2611万美元），其中卫星和数字版权分别卖给索尼影业印度公司和亞馬遜影片，占₹140克若。

## 评价

### 专业评价
影片口碑较差，影评人赞扬沙巴坎和汗的演技，批评阿查里亚的导演和剧本。汇总媒体烂番茄评论10条，腐烂度仅为10%，平均得分4.1/10。
《印度时报》的拉希特·古普塔给予影片2.5/5星评价，分享了大部分评论者的观点：“花了一百万去制作，但却没有体现出来”。他赞扬布景和摄影，但指出缺乏悬念：“剧情能够猜出来的测试，对电影没有一点帮助”。特效也是亮点所在，但篇幅过长，节奏缓慢是一大症结。新德里电视台的沙拜·查特吉打出2.5/5星，认为电影“庞大、臃肿、夸张”，直言“完全依赖动作场面和视觉影像”。他批评剧本和预算无法提升电影，认为谢赫出演的部分场景较为出色，而女演员们的表现总体欠佳。他认为，电影“最终太过俗气，身为印度对《加勒比海盗》系列的合理回应，着实没法令人信服。”Scroll.in的南迪尼·拉玛丝认为电影“陈腐、平淡”。她认为海上镜头的执导“缓慢”，“在陆上拍的镜头也好不到哪里去”。动作戏“平淡”，配乐“一直沉重”。
《Firstpost》的罗希妮·奈尔在她写的负面评价中，赞扬了隐喻式寓言的运用，还有巴沙坎和汗的化学反应。她指出，卡芙“随着剧情逐渐走向高潮，穿着亮片裤扭动身子”。奈尔写道，那一刻“所有人都在隆隆的炮火声中得到宽恕，所有火炮都在影片的结尾熊熊燃烧。”她表示期待续集。古普塔也表扬巴沙坎和汗的表现，汗出彩在“喜剧和嘲弄人”，沙巴坎擅长“英雄主义和紧张的对话”。然而，他批评演员合唱。查特吉批评汗和巴沙坎施展出“他们全部才华”。拉玛丝认为角色出场时间分布不均，巴沙坎在“电影中尴尬地露面，样子很疲惫”。汗的默契得到赞扬，在他的台词带动下，场景都“活灵活现”。
Bollywood Hungama电影分析师塔兰·阿达什认为电影“超级令人失望”。他认为，前半部分的许多好元素被“照搬公式的剧本、粗制滥造的剧本和拙劣的执导”拖累。《印度斯坦时报》的拉贾·森认为电影是“既没有海盗，又不像加勒比的《加勒比海盗》”。《印度快报》的舒布拉·古普塔表示“以前许多名人开了许多趋利避害的大公司，其中有很多是YRF的”，从而指出电影“非常无聊”。她批评剧本和剧情，指出角色间的互动给人笨拙的感觉。然而，她表扬了汗：“他无处不在，这可以忍受，大概吧”。《赫芬顿邮报》印度版的安库·帕夫卡（Ankur Pathak）认为电影“太糟糕，感觉像自我嘲讽”，指出电影“是想借《巴霍巴利王系列》电影大捞一笔的虚伪计划”。电影伴侣的拉胡尔·德赛（Rahul Desai）总结了驳斥观点：“这是宝莱坞的万圣节狂欢，滑稽、自我满足却完全没有意义的化妆舞会，拿着好好招待观众的幌子欺骗他们。”
海外媒体评论中，《综艺》的乔·莱顿（Joe Leydon）给出普遍正面的评价，认为这部“造价高昂且活力旺盛的宝莱坞玛撒拉电影展现出的贵为爆米花史诗片优点令人满意”。《卫报》的迈克·麦卡希尔（Mike McCahill）打出3/5星，说电影是一场令人愉悦的荒诞嬉闹。《环球时报》指出虽然影片在中国的口碑褒贬不一，但是中国观众的反应普遍好过印度观众。

### 票房表现
在国内，电影创下2018年印度电影晨间上座率纪录，预订率达65-70%。首日票房以63.5克若，52.25克若（实价下同）稳坐榜首地位，超越之前由《新年快乐》（₹44.97克若）、《巴霍巴利王：磅礴终章》（₹41克若）和《遇上我的真命天子》（₹40.35克若）保有的纪录。翌日，票房成绩落到₹29.25克若。两天总票房约为₹81.50克若，创下印地语电影首两日票房纪录。到了第三天，国内票房累积到105克若，成为巴沙坎在印度首部夺得100克若的电影（不考虑通货膨胀）。到2018年11月11日上映首周末，国内票房已达157.69克若，实价123克若。影片超越《幻影车神：魔盗激情》，成为阿米尔·汗在印度首映成绩最好的电影；超越《一代巨星桑杰君》成为2018年首周末成绩最好的电影。电影位列印度首周末票房历史榜第四位，仅次于《苏丹》、《遇上我的真命天子》和《巴霍巴利王2》。首周票房达180克若，实价140.4克若，继《苏丹》、《帕德玛瓦特》和《生死竞赛3》后位列2018年年度首周票房榜第四位。截至2018年11月26日，电影印度票房192.72克若，实价150.32克若。
海外方面，影片首周末票房640万美元（46.66克若），其中222万美元来自波斯湾阿拉伯国家、145万美元来自北美洲、49.7万英镑（63.8万美元）来自英国，是继《帕德玛瓦特》和《苏丹》后首周末票房第三高的印度电影。海外上映首周票房780万美元（56.8克若）。截至2018年11月26日，海外总票房950万美元（69.18克若）。影片于2018年12月28日19点在中国上映，当天前五个小时票房达178万美元（12克若），位列票房榜第三位，次于《来电狂响》和好莱坞电影《海王》，但场均收益排第二，仅次于《来电狂响》。首周末票房478万美元，首周票房821万美元。
因此，电影全球首周末票房在202.38克若（3108万美元）到211.98克若（3300万美元）之间，首周票房238.4克若（3700万美元）。截至2018年11月26日，全球总票房达262.80克若（4022万美元）。